# Otto Ludwig (Filmeditor)
Otto Ludwig (* 9. März 1903 in Kalifornien; † 14. Januar 1983 in Los Angeles County, Kalifornien) war ein US-amerikanischer Filmeditor.

## Leben
Ludwig arbeitete seit Ende der 1920er-Jahre als hauptverantwortlicher Filmeditor an diversen Filmen. In den 1930er-Jahren war der gebürtige Kalifornier auch einige Jahre beim britischen Film tätig. Zurück in Hollywood arbeitete er in den 1940er- und 1950er-Jahren mit prominenten Regisseuren wie Alfred Hitchcock (Saboteure), Fritz Lang (Engel der Gejagten) und Otto Preminger (Die Jungfrau auf dem Dach und Wolken sind überall) zusammen. Bis Ende der 1960er Jahre war Otto Ludwig bei mehr als 70 Produktionen für den Filmschnitt verantwortlich. Zuletzt arbeitete er in den Jahren 1965 bis 1968 an der Fernsehserie Daniel Boone mit.
Ludwig wurde 1954 für seine Arbeit an Wolken sind überall für den Oscar in der Kategorie Bester Schnitt nominiert.

## Filmografie (Auswahl)
- 1928: The Girl He Didn’t Buy
- 1929: Der Held des Tages (The Love Doctor)
- 1932: Das Zeichen der 4 (The Sign of Four: Sherlock Holmes’ Greatest Case)
- 1934: Jud Süß (Jew Süss)
- 1940: Wundervolles Weihnachten (Beyond Tomorrow)
- 1942: Saboteure (Saboteur)
- 1942: Die Geheimwaffe (Sherlock Holmes and The Secret Weapon)
- 1943: Verhängnisvolle Reise (Sherlock Holmes in Washington)
- 1948: Rivalen am reißenden Strom (River Lady)
- 1949: Schwert in der Wüste (Sword in the Desert)
- 1949: Die rote Schlucht (Red Canyon)
- 1950: Einer weiß zuviel (Woman on the Run)
- 1950: Die Piratenbraut (Buccaneer’s Girl)
- 1950: I Was a Shoplifter
- 1950: Der Wüstenfalke (The Desert Hawk)
- 1951: The Groom Wore Spurs
- 1952: Engel der Gejagten (Rancho Notorious)
- 1952: Menschenjagd in San Francisco (The San Francisco Story)
- 1952: The Star
- 1952: Die Stahlfalle (The Steel Trap)
- 1953: Die Jungfrau auf dem Dach
- 1953: Wolken sind überall (The Moon Is Blue)
- 1955: Sturm-Angst (Storm Fear)
- 1959: Salomon und die Königin von Saba (Solomon and Sheba)
- 1965–1968: Daniel Boone (Fernsehserie)